# Алексєєнко Андрій Андрійович
Андрій Андрійович Алексєєнко, «Медоїд», (19.09.1994–17.10.2023), с. Червоне Костянтинівського району Донецької обл. Військовослужбовець СП «Артан» ГУР, який віддав своє життя за свободу та незалежність Держави (України).

## Життєпис
Андрій проживав у с. Молочарка. Навчався у Новодмитрівському ліцеї, після закінчення школи вступив у професійне училище № 113 у м. Костянтинівці на електрогазозварювальника. За спеціальністю не працював. Був водієм вантажівки, працював на кар’єрі. 

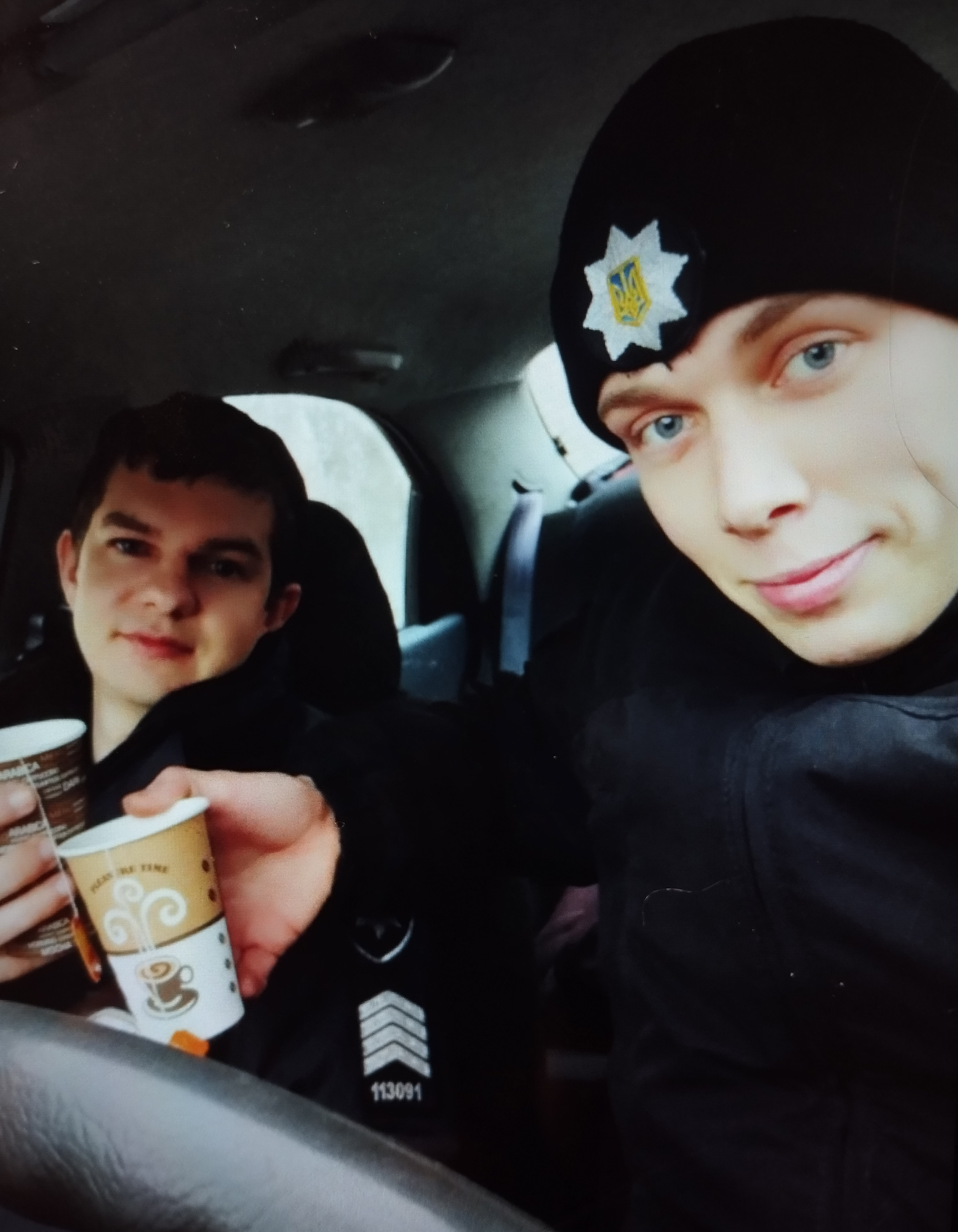
поліція рулить

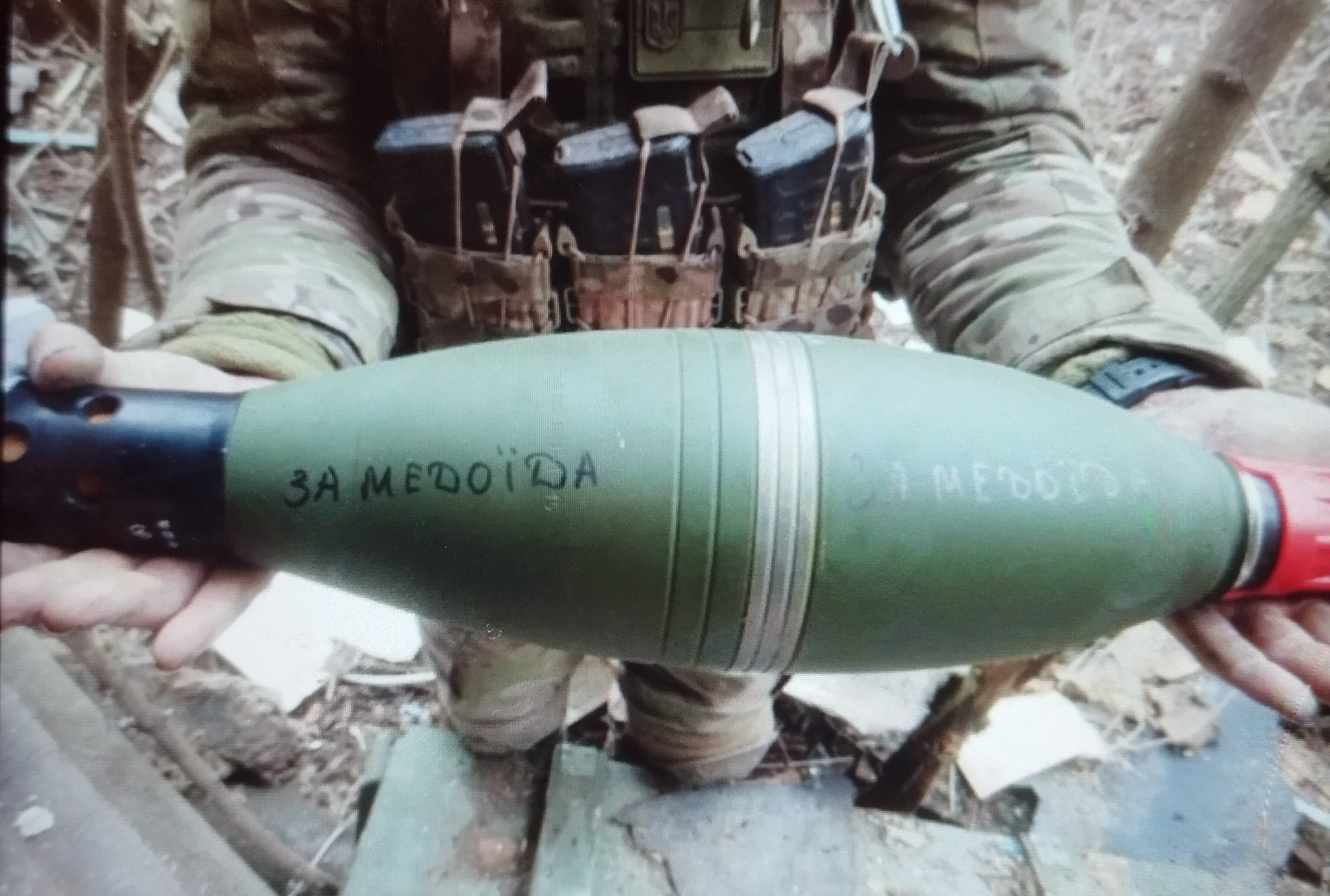
за "Медоїда"

"Андрій з дитинства відстоював справедливість, був відчайдушний, хотів зробити світ кращим. Андрій мав чимало захоплень. Опанував гру на акордеоні, синтезаторі. Любив мотоцикли, швидкість." - розповідає мати Андрія. 
У 2018 р. пішов до поліції. У 2022 р. вступив до Донецького державного університету внутрішніх справ за спеціальністю «Правоохоронна діяльність» на заочну форму навчання, ступінь бакалавр. З початком повномасштабного вторгнення рф Андрій прийняв рішення бути частиною тих, хто боронить державу. Ще працюючи в поліції, він їздив у гарячі точки. Також отримав сертифікат парамедика і надавав першу медичну допомогу постраждалим унаслідок обстрілів армією рф.

## Служба
Через небезпечу ситуацію в регіоні, де проживав Андрій, він вирішив вивезти свою сім’ю у безпечніше місто. Опісля не вагаючись пішов захищати державу. Був призваний Бучанським РТЦК. Зарахований до поліцейського взводу № 1 полку управління поліції ОП №1, штурмовий полк «Сафарі», Департаменту поліції особливого призначення «ОШБ Національної поліції України «Лють». Згодом вступив до підрозділу СП «Артан» ГУР Міністерства Оборони України, пройшовши суворий відбір. Служив на посаді старший солдат – кулеметник. Андрій успішно виконував свої задачі на острові Зміїний і не тільки.

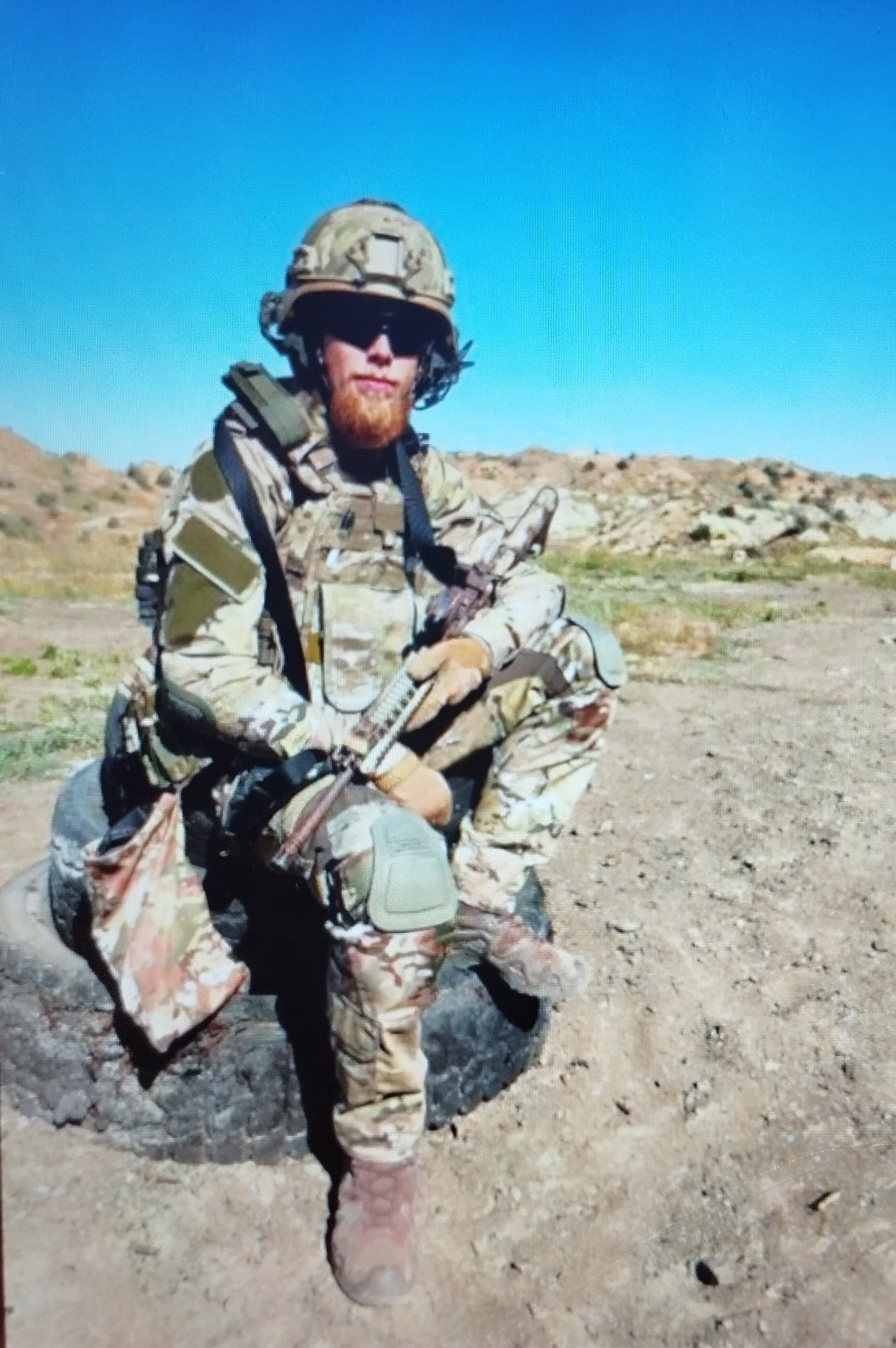
Десь там у пеклі

Непоправне сталося 17 жовтня 2023 року біля села Іванівка Куп’янського району Харківщини. По позиціях, де перебував Андрій, поцілив російський танк. Бойові товариші Андрія розповіли, що тіло хлопця не могли забрати з поля бою три дні. Хлопці казали: 
«Ми з дрона бачимо, що він там серед поля лежить, але нам «орки» не дають підійти забрати його».

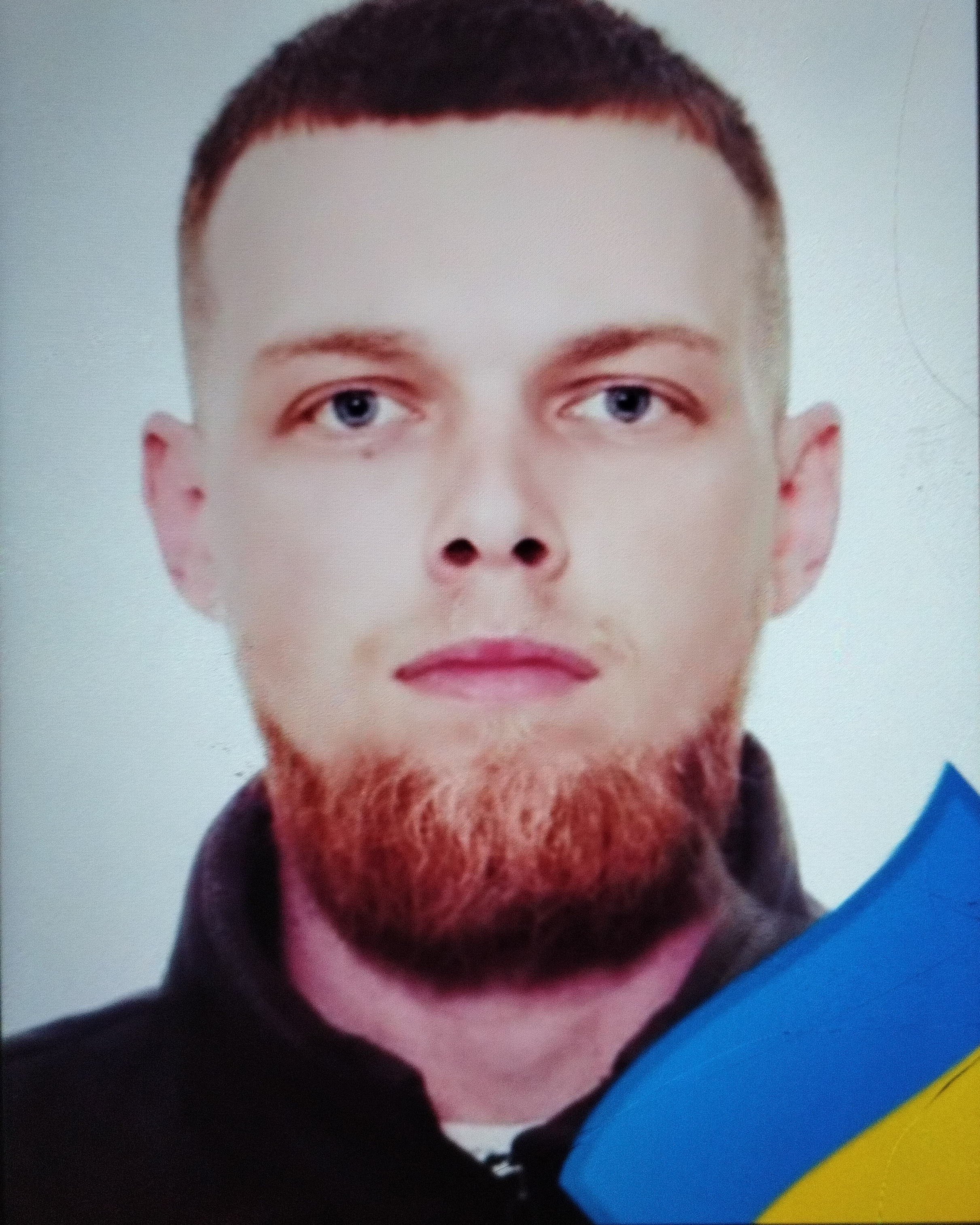
Ніколи не зникне

Прощалися з Андрієм Алексєєнком у столиці. 
«На похороні було близько 400 побратимів, дуже велика колона була. Перекривали центр Києва. Андрія ховали з його побратимом, вони одного віку», — розповідає мати захисника. Пам’ять про Андрія вшановують побратими, які зробили футболки з його фото і написом «Помстимося!». На робочу машину повісили номерний знак із його позивним «Медоїд».

#### ЖИТТЄВА ПОЗИЦІЯ

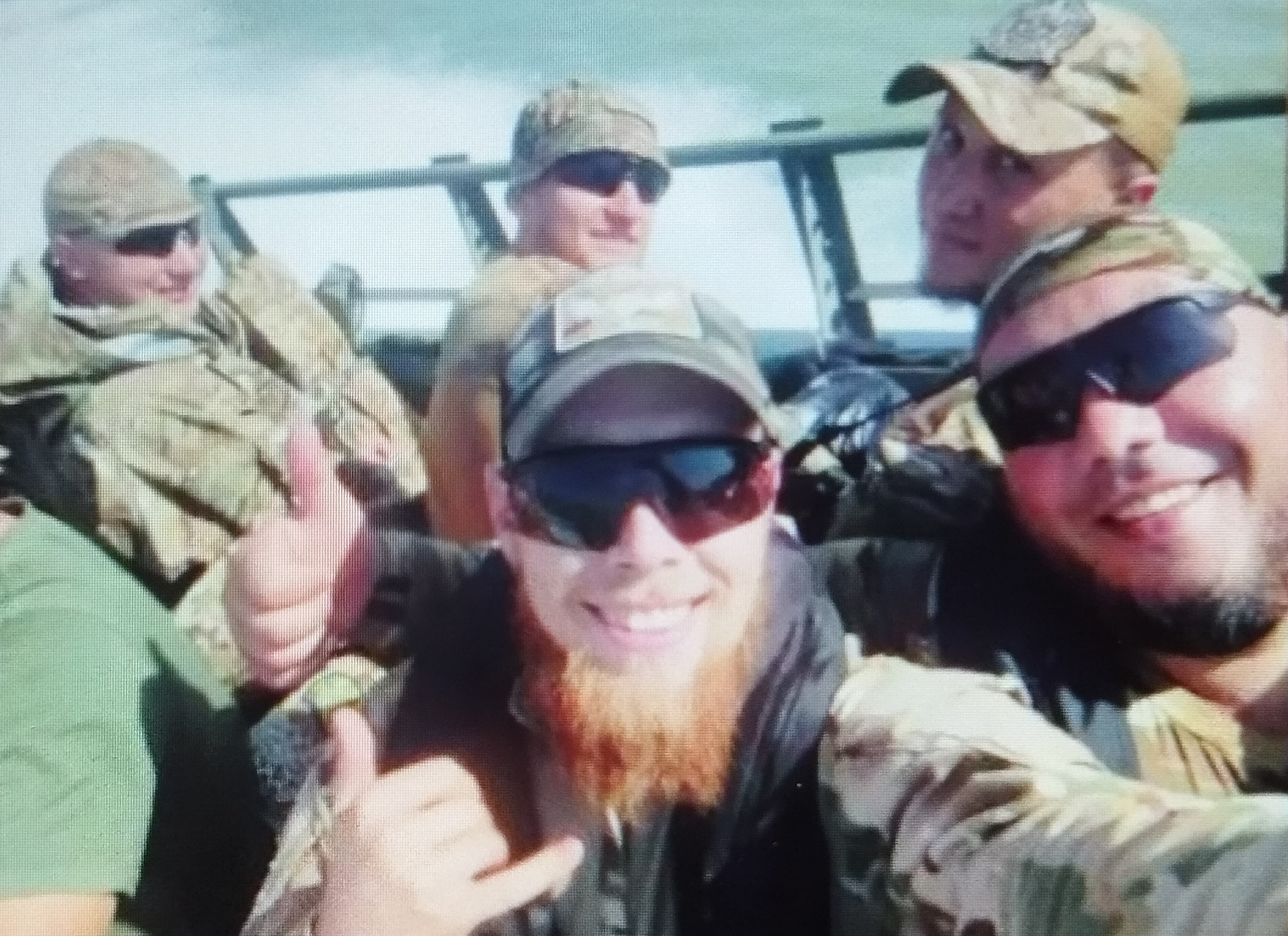
Завжди усміхнений

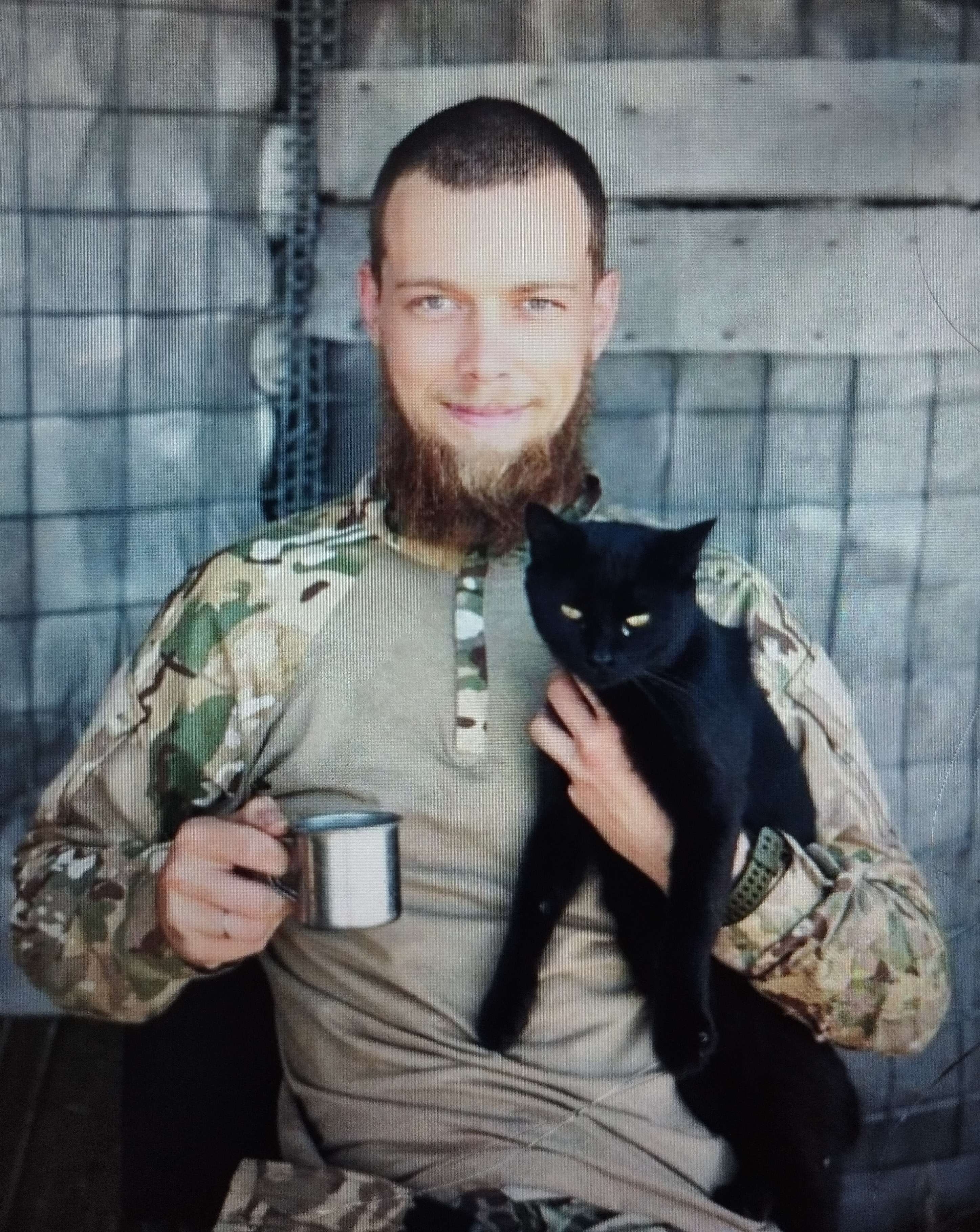
На позиції

Андрій завжди мріяв про перемогу, щоб Україна була вільною суверенною та незалежною державою. Своє майбутнє та своєї родини він бачив тільки в Україні. Андрій часто казав, що після перемоги продовжить військову кар’єру. Він все життя шукав себе і знайшов у військовій справі. У нього була можливість залишитися й надалі служити в поліції, але він добровольцем пішов на фронт. Зі словами:
«Хто, як не я! Я оберігатиму ваш сон, мої любі!»

## Родина
Андрій разом зі своєю обраницею Дар’єю виховували спільну доньку Вероніку. А Тимуру, синові дружини від першого шлюбу, Андрій замінив тата. 
У Андрія залишилися батьки, п’ятеро молодших сестер та братів, дружина та двоє дітей.
Зі слів дружини Дар’ї:
«Мій чоловік дуже хоробра, відважна людина, сповнена сил та енергії.

## Нагороди та Вшанування
Нагороди: Орден «За мужність» III ст. (17 червня 2024, посмертно) — за особисту мужність і високий професіоналізм, виявлені у захисті державного суверенітету та територіальної цілісності України, вірність військовій присязі.
Відзнака від підрозділу ГУР "за бойові заслуги"

Оксана Шабас родом з Костянтинівки (Донецька обл., Україна), яка вже понад 10 років живе у Полтаві, створила артпроєкт вшанування Героїв, що зі щитом, що на щиті, що вже демобілізовані. Цей проєкт має назву «Наші пам’яті Артема Тимченка», куди входять портрет Андрія, інформація про нього та вірш про Андрія, який входить у збірку віршів проєкту "Поезія народжена війною".Також є електронна база біографії Андрія арт-проєкту "Наші пам'яті Артема Тимченка".
"Я дізналася про Андрія, на жаль, коли його не стало. Моє серце не змогло пройти повз цього неймовірного Воїна. Людина, у якої обличчя сяяло посмішкою; людина, яка хотіла захищати власний дім не тільки в чотирьох стінах власної родини! Те, як він відносився до родини, до обов'язку вражає і про таку людину, як Андрій треба говорити при будь- якій можливості: олівцем, папером, словом, ділом, заходами тощо. І я, як і всі ті люди, яким не байдуже, які люблять Андрія, буду зберігати пам'ять про нього!" – зізнається авторка проєкту Оксана Шабас.

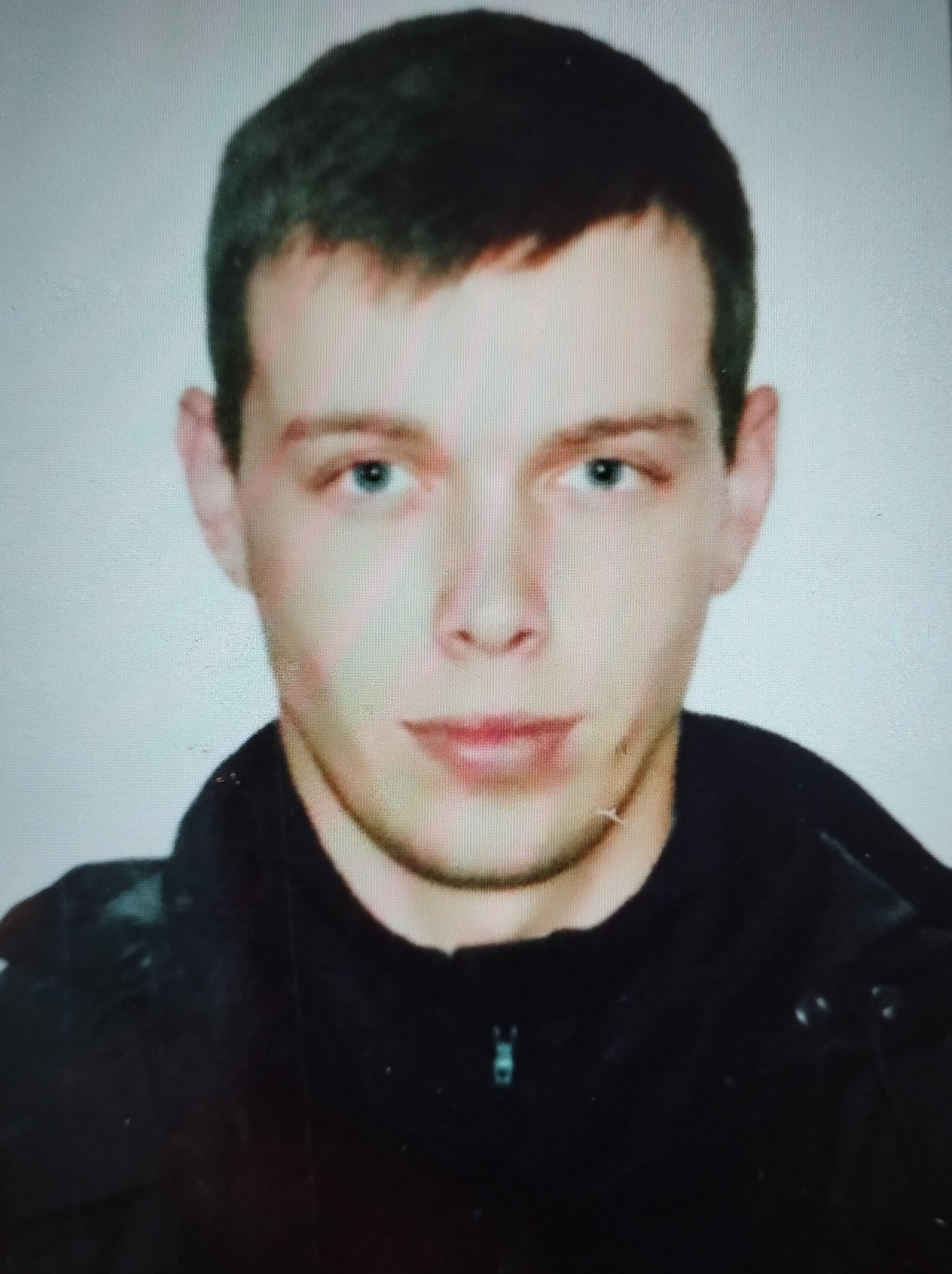
Найкращий син

Портрет Андрія  знаходиться на Алеї слави "Незламні серця Костянтинівської громади" та інформація про нього на Костянтинівському сайті меморіалу.
На згадку про нього в центрі міста Черкаси на Алеї Слави встановлено банер із його фотографією та у Києві біля Михайлівського собору.